# Storena erratica
Storena erratica là một loài nhện trong họ Zodariidae.
Loài này thuộc chi Storena. Storena erratica được Hirotsugu Ono miêu tả năm 1983.